# Nébiélianayou (département)
Pour le village chef-lieu, voir Nébiélianayou.
Nébiélianayou est un département et une commune rurale de la province de la Sissili, situé dans la région du Centre-Ouest au Burkina Faso.

## Démographie
Le département et la commune rurale de Nébiélianayou comptabilisait :
- 7 679 habitants en 2006[3].
- 13 134 habitants en 2019[2].

## Villages
Le département et la commune rurale de Nébiélianayou est administrativement composé de onze villages, dont le village chef-lieu homonyme (données de population consolidées issues du recensement général de 2006) :
- Adjoan (225 habitants)
- Aziga (354 habitants)
- Béto (515 habitants)
- Logo (841 habitants)
- Loro (735 habitants)
- Nago (306 habitants)
- Nébiélianayou (1 866 habitants), chef-lieu
- Pala (1 409 habitants)
- Pinou (437 habitants)
- Sintiou (180 habitants)
- Zinou (811 habitants)